# Kamienna Wola
Kamienna Wola [pronunciación en polaco: /kaˈmjɛnna ˈvɔla/] es un pueblo ubicado en el distrito administrativo de Gmina Odrzywół, dentro del Condado de Przysucha, Voivodato de Mazovia, en el este de Polonia central. Se encuentra aproximadamente a 3 kilómetros al noroeste de Odrzywół, a 20 kilómetros  al norte de Przysucha, y a 83 kilómetros al suroeste de Varsovia.